# Canton de Villeneuve-le-Roi
Le canton de Villeneuve-le-Roi est une ancienne division administrative française située dans le département du Val-de-Marne et la région Île-de-France.
Il est supprimé dans le cadre du redécoupage cantonal de 2014, ses communes étant désormais rattachées au canton d'Orly.

## Histoire

### Département deSeine-et-Oise
| Période                                  | Période | Identité        | Étiquette | Qualité                                                                  |
| ---------------------------------------- | ------- | --------------- | --------- | ------------------------------------------------------------------------ |
| Les données manquantes sont à compléter. |         |                 |           |                                                                          |
| 1964                                     | 1967    | Gilbert Cartier | MRP       | Chef d'atelier Député (1946-1958) Maire de Villeneuve-le-Roi (1947-1965) |

### Département duVal-de-Marne
Le canton de Villeneuve-le-Roi, composé des communes de Villeneuve-le-Roi et d'Ablon, a été créé lors de la mise en place du département du Val-de-Marne par le décret du 20 juillet 1967.
Un nouveau découpage territorial du Val-de-Marne entré en vigueur à l'occasion des premières élections départementales suivant le décret du 17 février 2014. Les conseillers départementaux sont, à compter de ces élections, élus au scrutin majoritaire binominal mixte. Les électeurs de chaque canton élisent au Conseil départemental, nouvelle appellation du Conseil général, deux membres de sexe différent, qui se présentent en binôme de candidats. Les conseillers départementaux sont élus pour 6 ans au scrutin binominal majoritaire à deux tours, l'accès au second tour nécessitant 12,5 % des inscrits au 1er tour. En outre, la totalité des conseillers départementaux est renouvelée. Ce nouveau mode de scrutin nécessite un redécoupage des cantons dont le nombre est divisé par deux avec arrondi à l'unité impaire supérieure si ce nombre n'est pas entier impair, assorti de conditions de seuils minimaux. Dans le Val-de-Marne le nombre de cantons passe ainsi de 49 à 25.
Dans ce cadre, le canton de Villeneuve-le-Roi est regroupé avec celui d'Orly et devient le canton d'Orly.

## Administration
| Période | Période      | Identité                             | Étiquette   | Qualité |
| ------- | ------------ | ------------------------------------ | ----------- | --- |
| 1964    | 1976         | Maxime Kalinsky                      | PCF         | Ouvrier puis employé des cuirs et peaux, chef de fabrication dans l’imprimerie Député (1973-1981) Maire de Villeneuve-le-Roi (1965-1978)                                              |
| 1976    | 1988         | Armelle Le Cam (épouse du précédent) | PCF         | Employée de bureau, attachée de presse 1re adjointe au maire de Villeneuve-le-Roi (1965-1978)                                                                                         |
| 1988    | 1989 (décès) | Pierre Martin                        | PCF         | Maire de Villeneuve-le-Roi (1978-1989) Conseiller régional d'Île-de-France (1983-1986)                                                                                                |
| 1989    | 1994         | Michel Herry                         | PCF         | Ouvrier carrossier Maire de Villeneuve-le-Roi (1989-2001) |
| 1994    | 2001         | Jean-Pierre Hermellin                | UDF puis DL | Ingénieur au CNRS Maire d'Ablon-sur-Seine (1983-2008) |
| 2001    | 2007         | Didier Gonzales                      | UMP         | Fonctionnaire Maire de Villeneuve-le-Roi (depuis 2001) Député (2007-2012) |
| 2008    | 2015         | Daniel Guérin                        | MRC         | Adjoint au maire de Villeneuve-le-Roi (1983-1995) Vice-président du Conseil général du Val-de-Marne Conseiller régional d'Île-de-France (2004-2015) Élu en 2015 dans le canton d'Orly |

De 2008 à 2015, le conseiller général du canton était Daniel Guérin. Vice-président du Conseil général chargé des sports et des anciens combattants, il présidait la commission de l'aménagement du Conseil général. Également conseiller régional d'Île-de-France, il y préside de 2010 à 2015 la commission de la formation professionnelle, de l'apprentissage, de l'alternance et de l'emploi. Daniel Guérin {est également de 2010 à 2015 Administrateur du STIF où il combat pour la rénovation des RER (https://www.20minutes.fr/paris/1512303-20150107-rer-ameliorations-insuffisantes-daniel-guerin-conseiller-regional)[réf. nécessaire]. Lors des élections départementales de 2015, il est réélu dans le canton d'Orly qui a intégré les communes de Villeneuve-le-Roi et d'Ablon-sur-Seine.

## Composition
| Communes          | Population (2012) | Code postal | Code Insee |
| ----------------- | ----------------- | ----------- | ---------- |
| Ablon-sur-Seine   | 5 203             | 94 480      | 94 001     |
| Villeneuve-le-Roi | 18 627            | 94 290      | 94 077     |

## Démographie
| 1962   | 1968   | 1975   | 1982   | 1990   | 1999   | 2006   | 2009 |
| ------ | ------ | ------ | ------ | ------ | ------ | ------ | ---- |
| 27 386 | 28 766 | 26 627 | 25 776 | 25 263 | 23 159 | 23 830 | -    |